# ルール34
ルール34（英: Rule 34）は「それが存在するなら、それのポルノがある。例外はない」ということを意味するインターネット・ミームであり、存在する全ての物においてインターネットポルノが存在するという考え。
ルール34の正確な起源は不明だが、2008年頃から英語圏最大の匿名画像掲示板「4chan」で爆発的に広まったとされている。なお、ルール34の最も一般的な対象は、テレビシリーズやビデオゲームの架空のキャラクターである。

## 歴史
このミーム的なインターネットの「ルール」は、2003年の『Rule #34 There is porn of it. No exceptions.』という名前のウェブコミックが発祥である可能性がある。これは『カルビンとホッブス』のパロディーのポルノを見た者にショックを与えるために、ピーター・モーリー・スーターが描いたものだった。なお、2004年にモーリー・スーターはイギリスのウェブサイト「Zoom-Out」にコミックを掲載し、広く受け入れられている。
ルール34がミームとして扱われるようになった正確な起源は不明だが、2007年2月に4chanに投稿されたマナーと風習のリスト「インターネットの規則（Rules of the Internet）」に関連している可能性がある。
ルール34という用語は、2006年にオンライン辞書サイトのUrban Dictionaryでも登場した。同サイトにルール34を提出したNukeitallというユーザーは、その修辞がすでに様々な掲示板でよく使われていると主張した。その年の10月12日には、インターネット文化を記述するウィキのエンサイクロペディア・ドラマティカに、ルールを含む元の「インターネットの規則」リストが掲載された。

## 普及
インターネットユーザーは、特にファン・フィクション、スラッシュフィクション、ヘンタイなどのジャンルのポルノグラフィの普遍性を表す言葉として、ルール34を一般的なミームにした。
2008年に英語圏の画像掲示板・4chanのユーザーは、ルール34を例示する多数の性的に露骨なパロディーと漫画を投稿した。4chanのリクエストフォーラムの議論でポルノは「ルール34」もしくは「Pr0nz」と呼ばれている。あるネオロジズムの辞書によれば、ルール34は2008年からインターネットに現れ始めたという。
ルール34が引き続きインターネット上で広まるにつれて、伝統的なメディアもそれについて報告し始めた。2009年の「デイリー・テレグラフ」の記事では、ルール34がインターネットの規則と法律の「トップ10」に挙げられている。2013年のCNNの記事では、ルール34が主流の文化の一部となった「最も有名な」インターネットのルールであると述べている。
研究者のオギ・オーガスとサイ・ガッダムによれば「今日、ブログ、YouTubeのビデオ、Twitterのフィード、ソーシャルネットワーキングサイトでは、ルール34が聖なる伝承として繁栄している。それは、"I Rule 34'ed Paula Abdul and Simon Cowell on the judging table"のように、動詞として頻繁に使用されている」とのこと。彼らは、ルール34が「Webをサーフィンする時間を費やした人」にとって「確かな真実」となっているため「多くの人々と共鳴する極意は何なのか」について考えることを提案した。
コリイ・ドクトロウは「ルール34は、フリーク、ギーク、および変人たちのウェブ表現の一種であると考えることができるが、コスモポリタニズム（民族や国家の粋を超えた世界主義）のレンズを通して見ることもでき、ある種の洗練された人生への美味なアプローチである」と結論付けている。